# Anjoman-e Soflá
Anjoman-e Soflá (persiska: انجمن سفلى, اَنجُمَن) är en ort i Iran.   Den ligger i provinsen Zanjan, i den nordvästra delen av landet, 400 km väster om huvudstaden Teheran. Anjoman-e Soflá ligger 1 252 meter över havet och antalet invånare är 345.
Terrängen runt Anjoman-e Soflá är kuperad åt sydväst, men åt nordost är den platt.Runt Anjoman-e Soflá är det ganska glesbefolkat, med 47 invånare per kvadratkilometer. Närmaste större samhälle är Dādlū, 17,7 km nordost om Anjoman-e Soflá. Trakten runt Anjoman-e Soflá består i huvudsak av gräsmarker.